# Бессмертные (Византия)
Бессмертные (др.-греч. ἀθάνατοι, атанаты или афанаты) — элитное подразделение византийской армии, сформированное по инициативе императора Иоанна Цимисхия во время войны с русами. Тагма «бессмертных» входила в состав элитных центральных подразделений армии Византийской империи. По предположению некоторых историков, бессмертные представляли собой отряды тяжёлой кавалерии катафрактариев, однако невозможно с уверенностью утверждать о роде войск, представленном этой тагмой.

## История
Бессмертные были сформированы императором Иоанном Цимисхием во время войны с русами. Возможно, вскоре подразделение было расформировано, так как долгое время не упоминалось на страницах сочинений византийских историков. Возрождение бессмертных связано с правлением императора Михаила VII и являлось частью военной реформы, призванной восстановить армию, находившемся в тяжёлом положении со времени поражений, понесённых от турок-сельджуков. Формирование подразделения бессмертных описано у византийского историка Никифора Вриенния следующим образом: 
Василевс Михаил, или вернее — евнух Никифор логофет, видя, что восточное войско совершенно уничтожено оружием турок, старался всеми силами набрать новое войско. Для этого он собирал людей, рассеявшихся по Азии и служивших кое-где по найму, надел на них латы, дал им щиты, заставил носить шлемы и копья. Поставив над ними одного из вождей человека умного и способного к обучению воинов (это был Константин Каппадокийский, человек, по своему происхождению, близкий к василевсу Михаилу, вместе с ним воспитывавшийся и походивший на него нравом), он тренировал их и, при его помощи, научил всякому военному делу. Они могли уже твёрдо скакать на конях и ловко владели оружием. Но дав им образование внешнее, Константин образовал, кажется, и их души. Желая приучить их к ловкости во время сражения, он снимал с древков острые наконечники и, разделив воинов на отряды, ставил их один против другого и приказывал им, со всей силой понуждая коней, нападать строй на строй и быстро бросать друг в друга копья. Тех, которые отважнее приступали к этому делу, причислял он к первому разряду воинов; а кто в подобных схватках отличался часто, тех называл бессмертными. Таким-то образом все, поступавшие в эту фалангу, стали носить название Бессмертных